# Веселівка (Аджамська сільська громада)
Весе́лівка — село в Україні, в Аджамській сільській громаді Кропивницького району Кіровоградської області. Населення становить 751 осіб. Колишній центр Веселівської сільської ради.

## Географія
Селом тече Балка Рипляхова.

## Населення
Згідно з переписом УРСР 1989 року чисельність наявного населення села становила 799 осіб, з яких 388 чоловіків та 411 жінок.
За переписом населення України 2001 року в селі мешкало 778 осіб.

### Мова
Розподіл населення за рідною мовою за даними перепису 2001 року:
| Мова       | Відсоток |
| ---------- | -------- |
| українська | 94,94 %  |
| російська  | 4,26 %   |
| молдовська | 0,27 %   |
| білоруська | 0,13 %   |
| болгарська | 0,13 %   |
| інші       | 0,27 %   |